# دژبان کل ارتش جمهوری اسلامی ایران
دژبان کل ارتش جمهوری اسلامی ایران، یا به طور خلاصه دژاجا، زیر مجموعه ستاد مشترک ارتش جمهوری اسلامی ایران است.دژاجا تقریباً ظاهر و پیکرهٔ ارتش جمهوری اسلامی ایران است و بیشترین نظم در ارگان‌های ارتش بر عهده دژآجا است 
. این نهاد برای نخستین بار در مهر ماه ۱۳۳۰ تأسیس شد و عهده‌دار تعلیم و تربیت افسران جز تا رده فرماندهی گروهان و درجه‌داران تا رده فرماندهی دسته در فنون و تخصص های دژبان شد. در اواخر سال ۱۳۳۲ ستاد ارتش طی بخشنامه‌ای، دژبان را یک رسته مستقل و جداگانه به کلیه یگان‌های ارتش معرفی کرد. 
برخی از وظایف دژبان در سربازخانه‌ها - در سطح شهر - حمایت از افراد نظامی، دستگیری غایبان و فراری‌ها تعیین شد.  این نیرو در زمان وقوع جنگ، وظیفه پشتیبانی جبهه و نگهداری از اسیران را بر عهده دارد. تا پیش از سال۱۳۶۶، حفاظت از وزارت امور خارجه، قبل تر مجلس و سفارتخانه‌ها بر عهده دژبان بوده است.
دژبان اجا از یگان‌های انتظامی، راهنمایی و تشریفات تشکیل شده است که به شرح ذیل است: 
یگان انتظامی : این یگان دارای حوزه‌هایی در سطح شهر است و سربازان این یگان در ساعات اداری در مکان‌های مهم شهر همچون ترمینال‌های غرب و جنوب و میدان‌ها مهم شهر مستقر و وضعیت ظاهری و اوراق مرخصی پرسنل کادر و وظیفه را بررسی می‌کنند. همچنین از وظایف دیگر یگان انتظامی دستگیری سربازان فراری و کنترل و پایش نیروهای چهارگانه ارتش و ستاد کل نیروهای مسلح  است. علاوه بر این برقراری نظم و امنیت مراسمات ارتش در رژه 29 فروردین و سخنرانی رئیس جمهور در جایگاه ۲۲ بهمن در میدان آزادی است. یگان انتظامی به عنوان یگان مادر و قدیمی ترین یگان دژبان ارتش است. 
یگان راهنمایی :  این یگان در حقیقت همان پلیس راهور در بدنه ارتش هست و همانند یگان انتظامی در مکان های پر تردد شهر مستقر و برگهٔ ماموریت‌های خوردوهای پلاک ارتش ( خودرو های پلاک خاکستری با حروف ش ) را بررسی می‌نمایند .
یگان تشریفات : انجام مراسمات تشریفاتی به عهده یگان تشریفات است. پرسنل وظیفه و پایور یگان تشریفات از لحاظ وضعیت ظاهری و قوانین نظامی جزو برترین پرسنل ارتش هستند. لباس ماموریت یگان تشریفات تلفیقی از چهار نیروی ارتش (زمینی، هوایی، دریایی، پدافند) است که از زیبایی خاصی برخوردارند. یگان تشریفات دارای سه گروهان است :
گروهان یکم تشریفات در پادگان امام خمینی (ره) و وظیفه ماموریت‌های تشریفاتی به عهده این گروهان است. 
گروهان دوم در سعد آباد و حفاظت از مکان‌هایی همچون کاخ، موزه و باغات زیر مجموعه کاخ به عهده این گروهان است.
گروهان سوم در بهشت زهرا و برقراری نظم و امنیت در سطح بهشت زهرای تهران بر عهده این گروهان است.
یگان تشریفات ریاست جمهوری نیز در پادگان دژاجا مستقر است. همچنین یگان‌های انتظامی، راهنمایی رانندگی، انتظامات و تأمین ارتش نیز در این پادگان مستقر هستند.
وظیفه یگان تشریفات انجام ماموریت های بدرقه و استقبال از روسای جمهور به کشور ، برگزاری مراسم پاسدار تشریفات ، ادای احترامات  به نحو احسن برای مقامات بلند پایه نظامی در سطح ارتش و کشور است . در ضمن حفاظت از مکان های همچون کاخ و موزه سعد آباد و برقراری نظم و امنیت در بهشت زهرای تهران نیز بر عهده این یگان است.
مرکز آموزش دژبان آجا در منطقه کهریزک واقع شده که تنها مرکز آموزش این یگان است. نشانی ستاد فرماندهی دژبان مرکزی نیز تهران :استان تهران در خیابان فاطمی بعد از اعتماد زاده واقع شده است. 
زندان تاریخی جمشیدیه یا زندان شماره ۳۶ هم در داخل پادگان این یگان است. این زندان قبل از انقلاب ۱۳۵۷ ایران یک زندان سیاسی بود. سیدعلی خامنه‌ای، امیرعباس هویدا و نعمت‌الله نصیری از زندانیان این زندان بوده‌اند. این زندان پس از انقلاب ۱۳۵۷ خورشیدی، باز هم به یک زندان سیاسی تبدیل شد که هیچ اطلاعاتی از داخل این زندان به بیرون درز نکرده‌است. ندامتگاه نیروهای مسلح یا زندان حشمتیه هم از زندان‌های تحت کنترل این یگان ارتش است. مکان فعلی این زندان در کهریزک واقع در بین پادگان ابوذر غفاری و مرکز آموزش دژاجا است. بعد از فوت روح‌الله خمینی و رهبری علی خامنه‌ای زندان ۳۶ از دست دژبان خارج و زیر نظر حفاظت اطلاعات فرماندهی کل قوا قرار گرفت. 
در دوران جنگ ایران و عراق تمام اسراء تحویل دژبان که در اردوگاه پرندک کهریزک تختی داودیه حشمتیه سمنان رینه شاهزند اراک ابراهیم آباد اراک شاخص‌ترین اردوگاه‌های اسراء دژبان بود و بقیه اردوگاه‌ها هم تحت نظر کمسیون اسراء دژبان تحت نظر محمد علی نظران بود مهمترین گردانها در نگاهداری اسراء گردان دوم پاسدار در حشمتیه گردان سلمان فارسی در کهریزک گردان تشریفات در اردوگاه پرندک گردان حفاظت سرزمینی در اراک سمنان و رینه گردان زندان در اردوگاه تختی و داودیه و خود زندان شاخص‌ترین گردان در زمان جنگ گردان حفاظت سر زمینی بود که تمام شورش‌ها در تمام اردوگاه‌های ایران توسط این گردان کنترل می شد.